# Projet Burgund
Le projet Burgund est un plan de déplacement de populations orchestré par les autorités nazies au début de la Seconde Guerre mondiale, jamais mis à exécution.
Il est révélé au grand public au milieu des années 1980.

## Contexte géographique et historique
À la suite de sa défaite au cours de la Grande Guerre, l’Autriche se voit amputée du Tyrol du Sud (Südtirol) cédé à l’Italie lors du traité de Saint-Germain en Laye en 1919.
Cette région, future province de Trentin Haut-Adige est donc très majoritairement germanophone, ce qui ne tarde pas à poser problème au sein du nouvel ensemble, surtout après l’arrivée au pouvoir de Mussolini et ses fascistes en 1922.
Après des tentatives infructueuses d’assimilation et les tensions croissantes avec l’Allemagne nazie, est décidé un transfert rapide des populations concernées (optants) vers une nouvelle terre d’héritage germanique.
Plusieurs implantations sont étudiées, dont l’installation sur l’actuel territoire de la région Franche-Comté est la plus poussée.

## Mise en place prévue
Terre sous influence germanique jusqu’au VIe siècle de notre ère, ce choix a la préférence des dignitaires et historiens nazis.
La Franche-Comté présente en effet des similitudes avec certains aspects du Tyrol, au niveau des paysages et activités humaines, centrées autour de l’agriculture-viticulture, élevage…
Le plan est arrêté dans ses grandes lignes en 1940, alors qu’a lieu la campagne de France.
Pour accélérer la mutation, les nazis envisagent enfin de rebaptiser les grandes agglomérations locales du nom de villes tyroliennes,.